# ورداوات
الورداوات (الاسم العلمي: Rosoideae) هي أسرة من النباتات تتبع فصيلة الوردية من رتبة الورديات.

## قبائل
- الورداوية (الاسم العلمي: Rosodae)
- المرقئاوية (الاسم العلمي: Sanguisorbeae)
- البوطنطلاوية (الاسم العلمي: Potentilleae)
- الكولوراوية (الاسم العلمي: Colurieae)